# Орта, Рикарду
Рика́рду Жо́рже да Луш О́рта (порт. Ricardo Jorge da Luz Horta; родился 15 сентября 1994 года в Собреда, Португалия) — португальский футболист, полузащитник клуба «Брага».
Младший брат Рикарду — Андре, также профессиональный футболист.

## Клубная карьера
Орта начал заниматься футболом в академии «Бенфики», в 2011 году он перешёл в молодёжную систему клуба «Витория Сетубал». 7 апреля 2013 года в матче против «Риу Аве» он дебютировал в Сангриш лиге. 9 декабря в поединке против «Академики» Рикардо забил свой первый гол за новую команду.
Летом 2014 года Орта перешёл в испанскую «Малагу». 23 августа в матче против «Атлетик Бильбао» он дебютировал в Ла Лиге. 6 января 2015 года в поединке Кубка Испании против «Леванте» Орта забил свой первый гол за «Малагу». 28 февраля в матче против «Хетафе» он забил свой первый гол в чемпионате Испании.
Летом 2016 года Орта на правах аренды перешёл в «Брагу». 14 августа в матче против «Витории Гимарайнш» он дебютировал за новую команду, заменив во втором тайме Педру Сантуша. 30 октября в поединке против «Белененсиш» Рикарду сделал «дубль», забив свои первые голы за «Брагу». По окончании сезона клуб выкупил трансфер игрока у «Малаги».

## Международная карьера
В 2013 году Орта в составе сборной Португалии до 19 лет принял участие в юношеском чемпионате Европы в Литве. На турнире он сыграл в матчах против команд Испании, Нидерландов, Литвы и Сербии. В поединке против голландцев Рикарду забил гол.
7 сентября 2014 года в матче отборочного турнира чемпионата Европы 2016 против сборной Албании Орта дебютировал за сборную Португалии, заменив во втором тайме Вильяма Карвалью.
В 2017 году в составе молодёжной сборной Португалии Орта принял участие в молодёжном чемпионате Европы в Польше. На турнире он сыграл в матчах против команд Испании и Македонии.
В конце мая 2022 года снова получил вызов в главную сборную от Фернанду Сантуша на матчи Лиги наций УЕФА 2022/23. 2 июня забил свой первый гол за «селесао» с передачи Жуана Канселу в поединке против сборной Испании спустя 10 минут после выхода на замену вместо Рафаэла Леау и тем самым помог команде избежать поражения от «красной фурии».
В матче чемпионата мира по футболу 2022 вышел в стартовом составе против сборной Республики Корея по футболу и забил гол на 5 минуте встречи.